# Peștera Rakhiot Peak

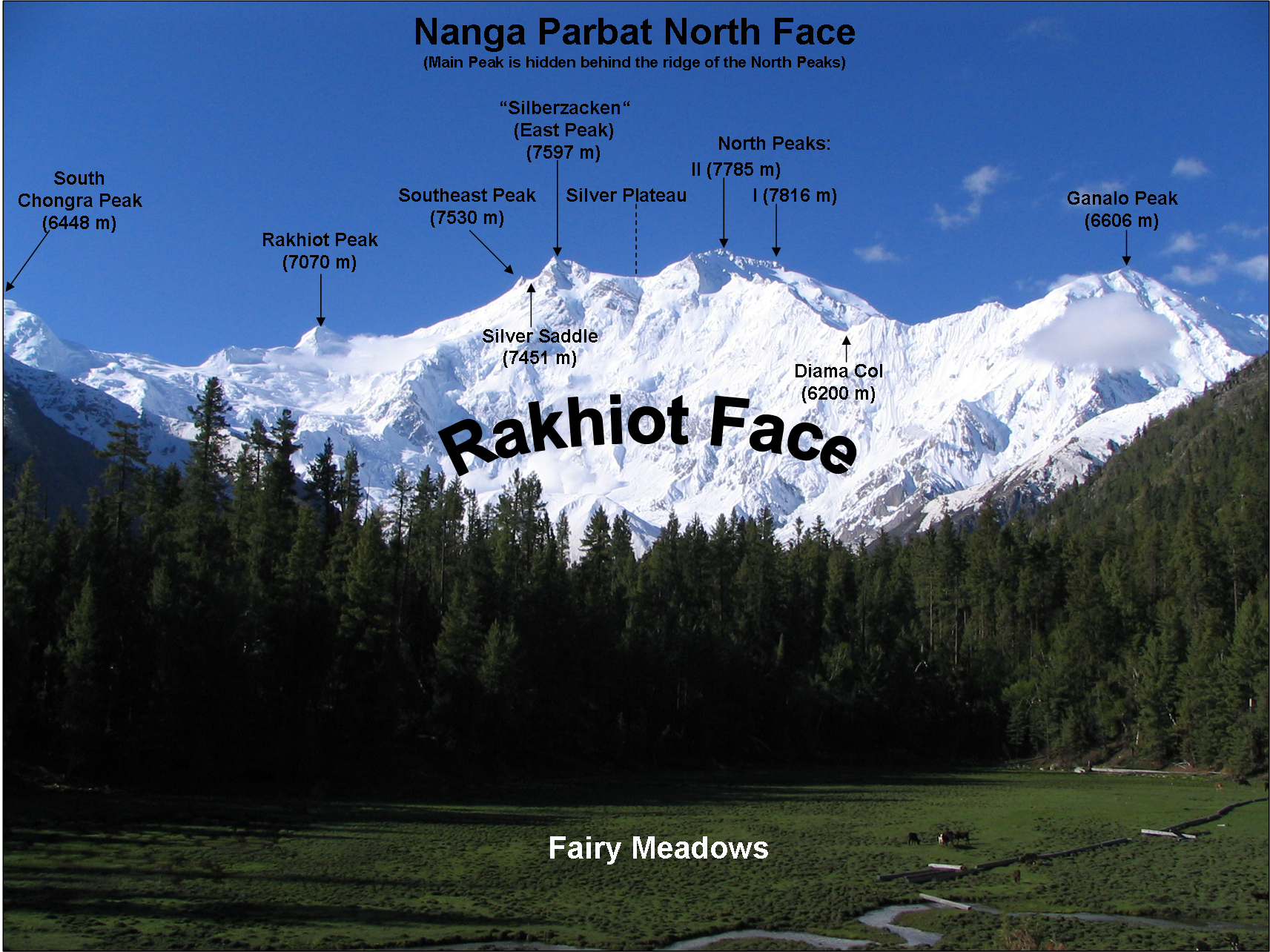
Nanga Parbat Versantul Rakhiot

Peștera Rakhiot Peak este o peșteră situată în Muntele Nanga Parbat din Himalaya, Pakistan.

## Geografia
Peștera este situată în Vârful Rakhiot (Rakhiot Peak) la extremitatea vestică a lanțului himalayan, la sud de cursul superior al fluviului Indus.

### Particularitate
Peștera Rakhiot Peak este peștera aflată la cea mai mare altitudine din lume (aproximativ 6600 m).